# Alex Kirsch
Alex Kirsch (ur. 12 czerwca 1992 w Luksemburgu) – luksemburski kolarz szosowy.

## Osiągnięcia
Opracowano na podstawie:

2009
- 3. miejsce w mistrzostwach Luksemburga juniorów (jazda indywidualna na czas)

2010
- 2. miejsce w mistrzostwach Luksemburga juniorów (jazda indywidualna na czas)
- 2. miejsce w mistrzostwach Luksemburga juniorów (start wspólny)

2013
- 1. miejsce w klasyfikacji górskiej Flèche du Sud
- 2. miejsce w igrzyskach małych państw Europy (jazda indywidualna na czas)
- 1. miejsce na 1. etapie Czech Cycling Tour

2014
- 3. miejsce w Le Triptyque des Monts et Châteaux
- 3. miejsce w mistrzostwach Luksemburga (jazda indywidualna na czas)

2016
- 3. miejsce w Tour de Luxembourg
- 3. miejsce w mistrzostwach Luksemburga (jazda indywidualna na czas)
- 2. miejsce w mistrzostwach Luksemburga (start wspólny)

2017
- 2. miejsce w Le Samyn
- 3. miejsce w mistrzostwach Luksemburga (jazda indywidualna na czas)
- 2. miejsce w mistrzostwach Luksemburga (start wspólny)

2018
- 2. miejsce w mistrzostwach Luksemburga (jazda indywidualna na czas)
- 2. miejsce w mistrzostwach Luksemburga (start wspólny)

2020
- 2. miejsce w mistrzostwach Luksemburga (jazda indywidualna na czas)

2021
- 3. miejsce w mistrzostwach Luksemburga (jazda indywidualna na czas)

## Rankingi
| Rok             | 2012 | 2013  | 2014 | 2015  | 2016 | 2017 | 2018 | 2019  | 2020 | 2021 | 2022 | 2023 | 2024 |
| --------------- | ---- | ----- | ---- | ----- | ---- | ---- | ---- | ----- | ---- | ---- | ---- | ---- | ---- |
| World Ranking   |      |       |      |       | 313. | 266. | 330. | 1383. | 272. | 687. | 819. | 247. | 278. |
| UCI Europe Tour | 678. | 1014. | 259. | 1056. | 144. | 137. | 184. | 946.  | 222. | 545. | 617. | -    | -    |
| UCI Asia Tour   | -    | 212.  | -    | -     | -    | -    | -    |       |      |      |      |      |      |
|                 |      |       |      |       |      |      |      |       |      |      |      |      |      |
| Źródło: UCI     |      |       |      |       |      |      |      |       |      |      |      |      |      |